# Sailor Moon Crystal
Sailor Moon Crystal (jap. 美少女戦士セーラームーンCrystal Bishōjo senshi Sērā Mūn Crystal) – serial anime wyprodukowany w 2014 roku przez studio Toei Animation z okazji 20. rocznicy serii mahō-shōjo Czarodziejka z Księżyca autorstwa Naoko Takeuchi. Wyreżyserowany przez Munehisa Sakai serial Sailor Moon Crystal jest wierniejszą adaptacją oryginalnej mangi niż anime z 1992 roku. Fabuła skupia się na 14-letniej Usagi Tsukino, która staje się Czarodziejką z Księżyca i wspólnie z innymi wojowniczkami poszukuje Srebrnego Kryształu.
Pierwsze dwie serie składają się łącznie z 26 odcinków, które zostały wyemitowane na Niconico w latach 2014-2015. 28 września 2015 roku potwierdzono powstanie kontynuacji serialu, która miała swoją premierę 4 kwietnia 2016 roku.
Czwarty sezon został zapowiedziany w styczniu 2017 roku i został zekranizowany w postaci dwóch filmów. Premiera filmów ostatecznie odbyła się kolejno w styczniu i lutym 2021.
W kwietniu 2022 roku ujawniono powstanie adaptacji ostatniej, piątej części mangi, w postaci dwóch filmów. Premierę zapowiedziano na kolejno 9 czerwca 2023 i 30 czerwca 2023. 

## Obsada

### Bohaterowie
- Kotono Mitsuishi jako Usagi Tsukino / Czarodziejka z Księżyca[3][10]
- Hisako Kanemoto jako Ami Mizuno / Czarodziejka z Merkurego[3][10]
- Rina Satō jako Rei Hino / Czarodziejka z Marsa[3][10]
- Ami Koshimizu jako Makoto Kino / Czarodziejka z Jowisza[3][10]
- Shizuka Itō jako Minako Aino / Czarodziejka z Wenus[3][10]
- Ryō Hirohashi jako Luna[10]
- Yōhei Ōbayashi jako Artemis[10]
- Kenji Nojima jako Mamoru Chiba / Tuxedo Mask[10]
- Misato Fukuen jako Chibiusa Tsukino / Sailor Chibi Moon[10]
- Ai Maeda jako Setsuna Meiō / Czarodziejka z Plutona[10]
- Junko Minagawa jako Haruka Tenō/ Czarodziejka z Urana[10]
- Sayaka Ōhara jako Michiru Kaiō / Czarodziejka z Neptuna[10]
- Yukiyo Fujii jako Hotaru Tomoe / Czarodziejka z Saturna[10]
- Shōko Nakagawa jako Diana[10]
- Yūko Mizutani jako Ikuko Tsukino[11]
- Seira Ryū jako Shingo Tsukino[11]
- Satomi Satō jako Naru Ōsaka[11]
- Akemi Kanda jako Haruna Sakurada[11]
- Hiroshi Okamoto jako Motoki Furuhata[11]
- Daiki Yamashita jako Gurio Umino[11]
- Kim Hyang-ri jako Yumiko[11]
- Yukiko Morishita jako Kuri[11]

### Królestwo Ciemności
- Misa Watanabe jako Królowa Beryl[11]
- Yōko Matsuoka jako Królowa Metalia
- Daisuke Kishio jako Jadeite[11]
- Kōsuke Toriumi jako Nephrite[11]
- Masaya Matsukaze jako Zoisite[11]
- Eiji Takemoto jako Kunzite[11]

### Rodzina Czarnego Księżyca
- Mamoru Miyano jako Książę Dimande[12]
- Tsubasa Yonaga jako Saphir[12]
- Hiroki Takahashi jako Rubeus[12]
- Hōko Kuwashima jako Esmeraude[12]
- Hiroshi Iwasaki jako Wiseman[12]

### Bractwo Śmierci
- Takuya Kirimoto jako profesor Tomoe[10]
- Hikari Yono jako Kaolinite[10]
- Takaya Hashi jako Pharaoh 90[10]
- Yuki Nagaku jako Mimete[10]
- Chiaki Takahashi jako Eudial[10]
- Rina Hon'izumi jako Viluy[10]
- Naomi Ōzora jako Tellu[10]
- Umeka Shōji jako Cyprine[10]

### Cyrk Martwego Księżyca
- Yoshitsugu Matsuoka jako Pegasus/Helios[8][13]
- Shōta Aoi jako Rybie Oko[13]
- Satoshi Hino jako Tygrysie Oko[13]
- Toshiyuki Toyonaga jako Sokole Oko[13]
- Yuko Hara jako JunJun[13]
- Reina Ueda jako CereCere[13]
- Sumire Morohoshi jako PallaPalla[13]
- Rie Takahashi jako VesVes[13]
- Naomi Watanabe jako Cyrkonia[13]
- Nanao jako królowa Nehellenia[13]

### Galaktyka Cieni
- Saori Hayami jako Taiki Kō/Sailor Star Maker[14]
- Marina Inoue jako Seiya Kō/Sailor Star Fighter[14]
- Ayane Sakura jako Yaten Kō/Sailor Star Healer[14]
- Nana Mizuki jako księżniczka Kakyū[15]
- Megumi Hayashibara jako Sailor Galaxia[15]
- Kotono Mitsuishi jako Chibi Chibi[15]

## Produkcja
6 lipca 2012 roku grupa Momoiro Clover Z, wydawca Kōdansha oraz autorka mangi Czarodziejka z Księżyca Naoko Takeuchi ogłosili powstawanie nowej adaptacji mangi, której czołówkę ma wykonać Momoiro Clover Z. 
Reżyserem projektu został Munehisa Sakai, za scenariusz odpowiada Yūji Kobayashi, natomiast produkcją animacji zajęło się studio Toei Animation. Za projekt postaci odpowiada Yukie Sakō, natomiast muzykę do serii skomponował Yasuharu Takanashi. Ścieżkę dźwiękową do serii wyprodukowała firma King Records. Dyrektorami artystycznymi zostali Takashi Kurahashi oraz Yumi Hosaka. Podczas specjalnego wydarzenia, które odbyło się w kwietniu 2014 roku, po raz pierwszy ogłoszono obsadę głosową nowej serii; do roli Czarodziejki z Księżyca z poprzedniej adaptacji powróciła Kotono Mitsuishi, a pozostałe Czarodziejki mają nową obsadę głosową: Hisako Kanemoto (Ami), Rina Satō (Rei), Ami Koshimizu (Makoto) i Shizuka Itō (Minako).
Seria składa się z 26 odcinków. Na początku listopada 2014 roku, za pośrednictwem wydarzenia Animate Girls Festival 2014 podano do wiadomości, że zapowiadana seria składa się z dwóch części: pierwsze 13 odcinków stanowi ekranizację pierwszego aktu mangi, natomiast drugie trzynaście – drugiego. 
Adaptacja początkowo miała mieć swoją premierę w okolicach lata 2013 roku. W kwietniu 2013 roku jednak pojawiły się informacje o opóźnieniu premiery zapowiadanej produkcji, które zostały później potwierdzone przez edytora pracującego dla Kōdanshy, Osabu. W sierpniu 2013 roku ogłoszono, że premiera serii, która ma odbyć się symultanicznie na całym świecie, została przesunięta w czasie o kilka miesięcy - wyznaczono ją na zimę 2013 roku. Przedstawiciel Kodansha USA, Dallas Middaugh, potwierdził na New York Comic Con w 2013 roku, że premiera serii odbędzie się na Niconico w styczniu 2014 roku i będzie dostępna w 10 różnych językach. Ostatecznie 9 stycznia ogłoszono, że nową datą premiery będzie lipiec 2014 roku. Kolejne odcinki były emitowane od 5 lipca 2014 roku w każdą pierwszą i trzecią sobotę. Seria ta była później emitowana także w japońskiej telewizji od kwietnia 2015 roku.

## Przegląd sezonów
| Sezon | Sezon | Tytuł                     | Saga         | Odcinki      | Pierwsza emisja | Pierwsza emisja  | Pierwsza emisja  | Pierwsza emisja  |
| Sezon | Sezon | Tytuł                     | Saga         | Odcinki      | Premiera sezonu | Finał sezonu     | Premiera sezonu  | Finał sezonu     |
| ----- | ----- | ------------------------- | ------------ | ------------ | --------------- | ---------------- | ---------------- | ---------------- |
|       | 1     | Królestwo Ciemności       | Dark Kingdom | 1–14 (14)    | 5 lipca 2014    | 17 stycznia 2015 | nieemitowany     | nieemitowany     |
|       | 2     | Rodzina Czarnego Księżyca | Black Moon   | 15–26 (12)   | 7 lutego 2015   | 18 lipca 2015    | nieemitowany     | nieemitowany     |
|       | 3     | Bractwo Śmierci           | Infinity     | 27–39 (13)   | 4 kwietnia 2016 | 27 czerwca 2016  | nieemitowany     | nieemitowany     |
| Film  | Film  | Tytuł                     | Saga         | Ilość części | Część 1         | Część 2          | Część 1          | Część 2          |
|       | F1    | Sailor Moon Eternal       | Dream        | 2            | 8 stycznia 2021 | 11 lutego 2021   | 3 czerwca 2021   | 3 czerwca 2021   |
|       | F2    | Sailor Moon Cosmos        | Stars        | 2            | 9 czerwca 2023  | 30 czerwca 2023  | 22 sierpnia 2024 | 22 sierpnia 2024 |

### Sezon 1 – Królestwo Ciemności
| N/o | Tytuł odcinka                                                                      | Reżyseria         | Scenariusz     | Scenorys                         | Premiera (Niconico)  |
| --- | ---------------------------------------------------------------------------------- | ----------------- | -------------- | -------------------------------- | -------------------- |
| 1 | Usagi –SAILOR MOON– (うさぎ –SAILOR MOON–)                                         | Munehisa Sakai    | Yūji Kobayashi | Munehisa Sakai                   | 5 lipca 2014         |
| 14-letnia Usagi Tsukino w drodze do szkoły potyka się o czarnego kota, którym okazuje się Luna. Kotka daje dziewczynie broszkę, dzięki której jest w stanie zmienić się w Czarodziejkę z Księżyca. Jako wojowniczka musi zmierzyć się z wysłannikami Królestwa Ciemności szukającymi Legendarnego Srebrnego Kryształu. Klejnotu poszukuje również tajemniczy mężczyzna przedstawiający się jako Tuxedo Kamen. |                                                                                    |                   |                |                                  |                      |
| 2 | Ami –SAILOR MERCURY– (亜美 –SAILOR MERCURY–)                                       | Hiroyuki Satō     | Yūji Kobayashi | Naotoshi Shida                   | 19 lipca 2014        |
| Luna informuje Usagi, że jej misją jest odnalezienie pozostałych wojowniczek i uratowanie księżniczki. W mieście z kolei nasilają się dziwne zachowania ludzi po użyciu nowego programu komputerowego do nauki. Kotka zwraca swoją uwagę na Ami Mizuno, najlepszą uczennicę w szkole powszechnie uważaną za geniusza. Dziewczyna okazuje się Czarodziejką z Merkurego i pierwszym sojusznikiem Usagi w walce ze złem. |                                                                                    |                   |                |                                  |                      |
| 3 | Rei –SAILOR MARS– (レイ –SAILOR MARS–)                                             | Yōko Ikeda        | Yūji Kobayashi | Yoko Ikeda                       | 2 sierpnia 2014      |
| W mieście krąży plotka o znikającym autobusie. W drodze do domu Usagi poznaje piękną kapłankę świątyni Shintō - Rei Hino. Dziewczyna posiada nadnaturalne zdolności, co powoduje, że wielu ludzi się jej obawia. Jednak Usagi od razu się z nią zaprzyjaźnia. Tymczasem wychodzi na jaw, że za zniknięciami autobusu stoi Królestwo Ciemności. Czarodziejki muszą podjąć walkę z Jadeite'em i ocalić porwanych ludzi. Do akcji włącza się również Rei, która zgodnie z przypuszczeniami Luny okazuje się być Czarodziejką z Marsa. |                                                                                    |                   |                |                                  |                      |
| 4 | Kamen Butōkai -Masquerade- (仮面舞踏会-Masquerade-)                                | Hiroyuki Satō     | Mutsumi Itō    | Hiroyuki Satō                    | 16 sierpnia 2014     |
| Dziewczęta udają się na bal kostiumowy, organizowany przez księżniczkę. Jednak wysłannicy Królestwa Ciemności psują im zabawę, próbując wykraść klejnot będący w posiadaniu owej księżniczki, gdyż myślą, że jest to Legendarny Srebrny Kryształ. Na szczęście Czarodziejkom udaje się pokrzyżować im plany, a Usagi spędza cudowny wieczór z Tuxedo Mask. |                                                                                    |                   |                |                                  |                      |
| 5 | Makoto –SAILOR JUPITER– (まこと –SAILOR JUPITER–)                                  | Takahide Ogata    | Mutsumi Itō    | Takahide Ogata                   | 6 września 2014      |
| W szkole pojawia się nowa dziewczyna, Makoto Kino, której boi się większość uczniów ze względu na jej wysoki wzrost i siłę fizyczną. Niezrażona opiniami Usagi zaprzyjaźnia się z nową znajomą, która okazuje się być znakomitą kucharką oraz wrażliwą i romantyczną dziewczyną. Wykorzystuje to Nephrite, zwabiając ją w pułapkę. Nie przewidział jednak, że Makoto to tak naprawdę Czarodziejka z Jowisza. Po wygranej bitwie Luna mianuje Usagi przywódcą grupy i daje jej Księżycowy Sierp. |                                                                                    |                   |                |                                  |                      |
| 6 | Takishīdo Kamen –TUXEDO MASK– (タキシード仮面 –TUXEDO MASK–)                       | Yōko Ikeda        | Yūji Kobayashi | Yoshio Suzuki Shigeyasu Yamauchi | 20 września 2014     |
| Tuxedo Kamen odkrywa karty i publicznie ogłasza poszukiwanie Legendarnego Srebrnego Kryształu. Sytuacja wymyka się spod kontroli i całe Tokio rozpoczyna poszukiwanie ukrytego klejnotu. Okazuje się, że za chaos w mieście odpowiada Królestwo Ciemności. Usagi nie wierzy, by Tuxedo Kamen był wrogiem wojowniczek. |                                                                                    |                   |                |                                  |                      |
| 7 | Chiba Mamoru –TUXEDO MASK– (地場衛 –TUXEDO MASK–)                                  | Narumi Kuroda     | Mutsumi Itō    | Narumi Kuroda                    | 4 października 2014  |
| Usagi odkrywa prawdziwą tożsamość Mamoru Chiby, który wyjaśnia powody poszukiwania przez niego Legendarnego Srebrnego Kryształu. W Tokio z kolei nowa wypożyczalnia filmów powoduje wśród ludzi pranie mózgu, a poddani temu zabiegowi zaczynają poszukiwać Czarodziejki z Księżyca. Wojowniczki muszą stoczyć walkę z Zoisite'em. Z opresji Czarodziejkę z Księżyca ratuje Tuxedo Kamen. Na horyzoncie pojawia się nowa Wojowniczka. |                                                                                    |                   |                |                                  |                      |
| 8 | Minako –SAILOR V– (美奈子 –SAILOR V–)                                              | Hiroyuki Satō     | Yūji Kobayashi | Akira Shigino                    | 18 października 2014 |
| Nowa wojowniczka przedstawia się jako poszukiwana przez Czarodziejki Księżniczka. Jej ziemską tożsamością jest Minako Aino, której towarzyszy biały kot - Artemis. Miasto atakuje Kunzite, a nowa wojowniczka podejmuje z nim walkę. Po pewnej chwili wspomagają ją pozostałe dziewczyny. Tuxedo Kamen widząc, że Kunzite przypuszcza atak na Czarodziejkę z Księżyca, ochrania ją własnym ciałem i zostaje ranny. |                                                                                    |                   |                |                                  |                      |
| 9 | Sereniti –PRINCESS– (セレニティ –PRINCESS–)                                        | Kumiko Habara     | Mutsumi Itō    | Naotoshi Shida                   | 1 listopada 2014     |
| Przerażona Usagi przemienia się w Księżniczkę Serenity, przypominając sobie szczęśliwe chwile z poprzedniego życia w królestwie Srebrnego Millenium oraz swoją miłość - ziemskiego Księcia Endymiona. Z jej łez powstaje Srebrny Kryształ, który pokazuje swoją prawdziwą moc. Kunzite i Królowa Beryl decydują się zaatakować Księżniczkę i wojowniczki. W konsekwencji Tuxedo Kamen zostaje porwany przez generała i Królową. Usagi rozpacza po jego stracie. |                                                                                    |                   |                |                                  |                      |
| 10 | MOON –Tsuki– (MOON -月-)                                                           | Masato Mitsudzuka | Yūji Kobayashi | Takahide Ogata                   | 15 listopada 2014    |
| Wojowniczki udają się na Księżyc i zastają tam ruiny Srebrnego Millenium. W Komnacie Modlitwy odkrywają wbite Święte Ostrze, które wyciąga Czarodziejka z Wenus. Konsekwencją jest pojawienie się hologramu Królowej Serenity, matki Usagi z przeszłości. Królowa przywraca wojowniczkom pamięć o wydarzeniach z poprzedniego życia i ataku Królestwa Ciemności na Srebrne Millenium. Czarodziejki powracają na Ziemię, gdzie Kunzite, Zoisite, Nephrite i Jadeite przypuszczają atak na miasto. W szranki stają wojowniczki z Merkurego, Marsa, Jowisza i Wenus, które w trakcie walki przypominają sobie o uczuciu łączącym je niegdyś z ziemskimi generałami. Tymczasem królowa Beryl budzi opętanego mocą Królestwa Ciemności Endymiona. |                                                                                    |                   |                |                                  |                      |
| 11 | Saikai –ENDYMION– (再会 -ENDYMION-)                                                | Miho Hirayama     | Mutsumi Itō    | Keita Yuzumi                     | 6 grudnia 2014       |
| Usagi przeżywa zniknięcie Tuxedo Kamen. W tym czasie na Ziemię powraca opętany siłami Królestwa Ciemności Mamoru przedstawiający się jako Endo. Jego celem jest zbliżenie się do Usagi. Zależy mu na odebraniu jej Srebrnego Kryształu. Przedostając się do Centrum Dowodzenia Endymion walczy z wojowniczkami i ostatecznie udaje mu się odebrać Czarodziejce z Księżyca klejnot. Królowa Beryl nakazuje Endymionowi zabicie Usagi. |                                                                                    |                   |                |                                  |                      |
| 12 | Teki –QUEEN METARIA– (敵 -QUEEN METARIA-)                                          | Hiroyuki Satō     | Yūji Kobayashi | Naotoshi Shida                   | 20 grudnia 2014      |
| Pozostający pod kontrolą Endymion próbuje zabić Czarodziejkę z Księżyca. Skutecznie uniemożliwia mu to jednak wojowniczka z Jowisza. W walce ostatecznie ginie Królowa Beryl. Uciekający ze Świętym Ostrzem i Srebrnym Kryształem Endymion goniony jest przez Czarodziejkę z Księżyca, która trafia za nim do siedziby Królestwa Ciemności. Pozostałe wojowniczki podążając za nimi muszą najpierw zmierzyć się z Kunzite, Zoisite, Nephrite i Jadeite. Nie mogąc znieść widoku pozostającego pod kontrolą królowej Metalli Mamoru, Usagi decyduje się użyć przeciwko niemu Święte Ostrze. |                                                                                    |                   |                |                                  |                      |
| 13 | Kessen –REINCARNATION– (決戦 -REINCARNATION-)                                      | Yukio Kaizawa     | Mutsumi Itō    | Yukio Kaizawa                    | 3 stycznia 2015      |
| Usagi zabija Świętym Ostrzem Endymiona i sama stara się popełnić samobójstwo. Wojowniczki z Merkurego, Marsa, Jowisza i Wenus decydują się oddać swoje życie Czarodziejce z Księżyca. Moc Srebrnego Kryształu chroni Usagi oraz przywraca Mamoru do normalności. Oboje decydują się podjąć ostateczną walkę mającą na celu całkowite zniszczenie Królowej Metalli. |                                                                                    |                   |                |                                  |                      |
| 14 | Shūketsu Soshite Hajimari -PETITE ÉTRANGÈRE- (終結そして始まり -PETITE ÉTRANGÈRE-) | Munehisa Sakai    | Yūji Kobayashi | Munehisa Sakai                   | 17 stycznia 2015     |
| Czarodziejka z Księżyca podejmuje walkę z Królową Metalią. Wspomagana mocą swoich przyjaciół i modlitwą Luny udaje się jej zniszczyć Metarię. W konsekwencji dochodzi do odrodzenia się Księżycowego Królestwa. Usagi rezygnuje jednak z pozostania na Księżycu jako jego nowa królowa i postanawia powrócić na Ziemię. |                                                                                    |                   |                |                                  |                      |

### Sezon 2 – Rodzina Czarnego Księżyca
| N/o | Tytuł odcinka                                                             | Reżyseria        | Scenariusz     | Scenorys            | Premiera (Niconico) |
| --- | ------------------------------------------------------------------------- | ---------------- | -------------- | ------------------- | ------------------- |
| 15 | Shinnyū -SAILOR MARS- (侵入 -SAILOR MARS-)                                | Naoyuki Itō      | Mutsumi Itō    | Naoyuki Itō         | 7 lutego 2015       |
| Z nieba spada na spędzających wspólnie czas Usagi i Mamoru tajemnicza mała dziewczynka, która wyglądem bardzo przypomina Usagi i twierdzi, że ma tak samo na imię. Grożąc Usagi bronią próbuje zmusić ją do oddania Srebrnego Kryształu. Dziewczynka nie otrzymując klejnotu decyduje się zamieszkać z Usagi, hipnotyzując jej rodzinę, by myśleli, że jest jej kuzynką. Tymczasem atak na Tokio przygotowuje tajemnicze Bractwo Czarnego Księżyca, których głównym celem jest złapanie Króliczka. Jedna z czterech sióstr Bractwa, Koan, dokonuje udanego ataku w konsekwencji którego Czarodziejka z Marsa zostaje porwana. |                                                                           |                  |                |                     |                     |
| 16 | Yūkai –SAILOR MERCURY– (誘拐 -SAILOR MERCURY-)                            | Yōko Ikeda       | Yūji Kobayashi | Yōko Ikeda          | 21 lutego 2015      |
| Usagi zdesperowana po porwaniu Czarodziejki z Marsa naciska na Chibiusę by ta wyjawiła informacje dotyczące nowego wroga. Dziewczynka przytłoczona ilością pytań ucieka. Tymczasem Berthier wyzywa Ami na pojedynek szachowy. Ta podejmuje wyzwanie bowiem stawką w przypadku jej wygranej jest powrót Czarodziejki z Marsa. Mimo unicestwienia Berthier, Czarodziejka z Merkurego zostaje porwana przez Rubeusa. |                                                                           |                  |                |                     |                     |
| 17 | Himitsu –SAILOR JUPITER– (秘密 -SAILOR JUPITER-)                          | Kumiko Habara    | Mutsumi Itō    | Kazuhisa Takenōchi  | 7 marca 2015        |
| Czarodziejki z Księżyca, Jowisza i Wenus uważają, że Chibiusa jest kluczem do rozwiązania zagadki dotyczącej nowego wroga. Decydują się nie pozwolić Bractwu złapać dziewczynkę. Samotna Chibiusa wspomina szczęśliwe chwile spędzane z rodzicami. Wystraszona burzą przypomina sobie atak Bractwa Czarnego Księżyca. Tymczasem Petz wraz z droidami decydują się na atak. Walkę podejmują wojowniczki z Księżyca, Jowisza i Wenus. Zaatakowana przez Petz Czarodziejka z Jowisza zostaje porwana przez wroga. |                                                                           |                  |                |                     |                     |
| 18 | Shinryaku –SAILOR VENUS– (侵略 –SAILOR VENUS–)                            | Yukihiko Nakao   | Yūji Kobayashi | Yoshiko Mikami      | 21 marca 2015       |
| Luna i Artemis bezskutecznie poszukują śladu porwanych Czarodziejek. Minako decyduje się przeprowadzić z Chibiusą poważną rozmowę dotyczącą Bractwa Czarnego Księżyca. Rozmowa nie przynosi jednak żadnych konkretnych informacji. W międzyczasie ostatnia z sióstr, Calaveras, dokonuje prania mózgu wśród mieszkańców Tokio. Zdesperowana Chibiusa wykrada broszkę Usagi. W ferworze walki ginie Rubeus i Calaveras a Chibiusa decyduje się w końcu podzielić się z Czarodziejką z Księżyca, Czarodziejką z Wenus i Tuxedo Kamen prawdą dotyczącą Bractwa Czarnego Księżyca oraz swojego pochodzenia. |                                                                           |                  |                |                     |                     |
| 19 | Taimu Wāpu –SAILOR PLUTO– (タイム・ワープ –SAILOR PLUTO–)                 | Yukio Kaizawa    | Mutsumi Itō    | Yukio Kaizawa       | 4 kwietnia 2015     |
| Chibiusa wyjawia prawdę dotyczącą swojego przybycia do XX wieku i prosi Czarodziejkę z Księżyca o pomoc w uratowaniu przyszłości. Decyduje się na powrót do XXX stulecia prosząc Usagi i Mamoru by towarzyszyli jej w podróży. Czarodziejka z Księżyca, Czarodziejka z Wenus, Tuxedo Kamen, Luna i Artemis wyruszają wraz z Chibiusą w podróż w czasie. W czasoprzestrzeni spotykają Czarodziejkę z Plutona, która strzeże bram czasu. Przedostając się do XXX wieku mierzą się z ogromem zniszczeń w Kryształowym Tokio. |                                                                           |                  |                |                     |                     |
| 20 | Kurisutaru Tōkyō –KING ENDYMION– (クリスタル・トーキョー –KING ENDYMION–) | Hideki Hiroshima | Yūji Kobayashi | Kazuhisa Takenouchi | 18 kwietnia 2015    |
| Chibiusa wprowadza Czarodziejkę z Księżyca, Czarodziejkę z Wenus, Tuxedo oraz Lunę i Artemisa do Kryształowego Pałacu, gdzie spotykają hologram Króla Endymiona i kotkę Dianę. Z ust Króla Usagi i Mamoru dowiadują o się o swojej przyszłości oraz wydarzeniach z XXX wieku. Wychodzi na jaw, że Chibiusa jest ich córką. Nie mogąc przebywać w jednym miejscu ze swoimi przyszłymi wcieleniami zmuszeni są powrócić do przeszłości. Chibiusa postanawia jednak wrócić samotnie do zniszczonego Kryształowego Królestwa. Czarodziejki z Księżyca i Wenus oraz Taxido Kamen ruszają jej na ratunek. W trakcie walki pojawia się książę Diamand, który rozpoznając w Sailor Moon Nową Królową Serenity, decyduje się ją porwać. |                                                                           |                  |                |                     |                     |
| 21 | Sakusō –NEMESIS– (錯綜 –NEMESIS–)                                         | Hiroyuki Satō    | Yūji Kobayashi | Hiroyuki Satō       | 2 maja 2015         |
| Usagi porwana przez Księcia Diamanda trafia na Nemesis, gdzie poznaje historię Bractwa Czarnego Księżyca. Nie mogąc jednak dokonać przemiany w Czarodziejkę z Księżyca, czuje się osamotniona i bezbronna. Jednocześnie w Kryształowym Pałacu Król Endymion, Tuxedo Kamen, Czarodziejka z Wenus oraz Luna i Artemis starają się ją odszukać i uratować wraz z Czarodziejkami z Merkurego, Marsa i Jowisza, które przetrzymywane są na Nemesis. W międzyczasie Chibiusa przypomina sobie wydarzenia sprzed ataku Bractwa na Ziemię, obwiniając się jednocześnie o stan, w jakim obecnie znajduje się jej matka, Nowa Królowa Serenity. Widząc reakcję Plutona (którą dotychczas uważała za swą jedyną przyjaciółkę) w trakcie rozmowy z Królem Endymionem, wyrusza samotnie w czasoprzestrzeń. Wykorzystuje to Mędrzec z Bractwa Czarnego Księżyca. |                                                                           |                  |                |                     |                     |
| 22 | Omowaku –NEMESIS– (思惑 –NEMESIS–)                                        | Nozomu Shishido  | Yūji Kobayashi | Yukio Kaizawa       | 16 maja 2015        |
| Tuxedo Kamen decyduje się szukać zagubionej w czasoprzestrzeni Chibiusy na własną rękę. Usagi stara się odnaleźć na własną rękę Komnatę Ciemności. Atak na osłabioną działaniem Czarnego Kryształu wojowniczkę przeprowadza Saphir. Przed zabiciem dziewczyny powstrzymuje go moc przeszłego Legendarnego Srebrnego Kryształu aktywowana przez Nową Królową Serenity. Usagi udaje się przemienić oraz odnaleźć wojowniczki z Merkurego, Marsa i Jowisza. Dziewczyny bezpiecznie powracają do XXX wieku. Tuxedo Kamen spotyka w burzy czasoprzestrzennej tajemniczą kobietę. |                                                                           |                  |                |                     |                     |
| 23 | Anyaku –WISEMAN– (暗躍 –WISEMAN–)                                         | Yukihiko Nakao   | Yūji Kobayashi | Yukihiko Nakao      | 6 czerwca 2015      |
| Usagi niepokoi się o Chibiusę i Tuxedo Kamen. Książę Diamand i Saphir prowadzeni są przez Czarną Damę do pałacu Mędrca. Kobieta okazuje się mroczną, dorosłą wersją Chibiusy, która została poddana praniu mózgu. Mędrzec powierza swojej nowej podopiecznej misję zdobycia Legendarnego Srebrnego Kryształu z XX wieku i uwięzienie Czarodziejki z Księżyca oraz jej przyszłej formy, Nowej Królowej Serenity. Jako członek rodziny królewskiej, nie niepokojona przez nikogo pojawia się w Kryształowym Pałacu, jednak przy pierwszej próbie odebrania Czarodziejce z Księżyca Legendarnego Srebrnego Kryształu zostaje przeniesiona poza jego mury. Mimo to zamierza zrealizować swój i Mędrca plan. |                                                                           |                  |                |                     |                     |
| 24 | Kōgeki –BLACK LADY– (攻撃 –BLACK LADY–)                                   | Miho Hirayama    | Mutsumi Itō    | Kazuhisa Takenouchi | 20 czerwca 2015     |
| W pałacu zjawiają się Czarodziejki. Usagi nie może uwierzyć w to, co stało się z Chibiusą. Czarna Dama jest przekonana, że nikt nigdy jej nie kochał i nie ma litości dla Czarodziejek. Co więcej, przywołuje Tuxedo Mask, który również został poddany praniu mózgu i rozkazuje mu zaatakować Czarodziejkę z Księżyca. Usagi jest zrozpaczona, ale nie poddaje się. Do walki włącza się książę Diamand, który zabija Saphira oraz zwraca się przeciwko Mędrcowi, obwiniając go za śmierć swoich towarzyszy. Okazuje się, że Mędrzec to tak naprawdę Fantom Śmierci, a jego dusza połączyła się z planetą Nemesis i teraz stanowią jedno. Tymczasem Czarodziejka z Plutona, wiernie strzegąca Wrót Czasoprzestrzennych, bardzo się niepokoi. Chciałaby włączyć się do walki, jednak powstrzymuje ją obietnica złożona Królowej Serenity oraz Trzy Tabu. Nagle pojawia się kotka Diana, która proponuje, że zastąpi ją na posterunku. Usagi ostatecznie decyduje się oddać Srebrny Kryształ w zamian za powrót ukochanej Chibiusy. Jednak oba kryształy przechwytuje książę Diamand i chce je zetknąć, by spowodować zagładę. |                                                                           |                  |                |                     |                     |
| 25 | Taiketsu –DEATH PHANTOM– (対決 –DEATH PHANTOM–)                           | Nozomu Shishido  | Yūji Kobayashi | Munehisa Sakai      | 4 lipca 2015        |
| Sytuację w ostatniej chwili ratuje Czarodziejka z Plutona, która łamiąc ostatnie Tabu, zatrzymuje czas. Pozwala to Usagi odebrać Srebrne Kryształy z rąk Diamanda, jednak Pluton płaci za to najwyższą cenę. Gdy czas znów zaczyna płynąć i Czarna Dama widzi, co się stało, jej serce pogrąża się w rozpaczy. Uczucie to pozwala przełamać czar Mędrca i nie tylko przywraca Chibiusie jej prawdziwą postać, ale pozwala jej na przemianę w Małą Czarodziejkę z Księżyca. Czarodziejki łączą siły w walce z Fantomem Śmierci. Gdy już wydaje się, że wróg został pokonany, pojawia się Diamand, który ujawnia podstęp Mędrca i ginie w walce z nim. Czarodziejka podąża do wnętrza Nemesis, by stoczyć ostateczną walkę. |                                                                           |                  |                |                     |                     |
| 26 | Saisei –NEVER ENDING– (再生 –NEVER ENDING–)                               | Munehisa Sakai   | Yūji Kobayashi | Munehisa Sakai      | 18 lipca 2015       |
| Tuxedo podąża śladem Czarodziejki z Księżyca. W tym samym czasie przemiana Chibiusy w Małą Czarodziejkę z Księżyca powoduje przebudzenie Nowej Królowej Serenity, jej męża Króla Endymiona i czterech wojowniczek. Mała Czarodziejka z Księżyca, wyposażona w księżycowe berło, przybywa wspomóc Czarodziejkę i Tuxedo w walce. Nowa Królowa Serenity, w podzięce za pokonanie Mędrca i Nemesis, obdarowuje wojowniczki nową mocą, a Czarodziejkę z Księżyca również nową broszką i berłem. Wojowniczki powracają do XX stulecia. |                                                                           |                  |                |                     |                     |

### Sezon 3 – Bractwo Śmierci
28 września 2015, zaraz po wyemitowaniu ostatniego odcinka drugiej serii w telewizji, za pośrednictwem oficjalnej strony internetowej ogłoszono powstawanie III sezonu, mającego obejmować trzeci akt mangi.
8 stycznia 2016 roku poinformowano, że premiera trzeciego sezonu zaplanowana została na wiosnę tego roku, a także, że Chiaki Kon zastąpi Munehisę Sakai stanowisku reżysera, a Akira Takahashi zastąpi Yukie Sakō jako projektant postaci; reszta obsady produkcyjnej pozostała bez zmian. Na początku marca 2016 roku wyjawiono, że premiera serii odbędzie się 4 kwietnia 2016 najpierw na kanale Tokyo MX, a następnie na Sun TV, TVQ Kyushu Broadcasting, TV Hokkaido, TV Aichi oraz BS11.
| N/o | Act    | Tytuł odcinka | Reżyseria       | Scenariusz     | Scenorys     | Premiera (Tokyo MX) |
| --- | ------ | --- | --------------- | -------------- | ------------ | ------------------- |
| 27 | Act.27 | Mugen 1 Yokan – zenpen (無限1 予感・前編)                                                                               | Chiaki Kon      | Yūji Kobayashi | Chiaki Kon   | 4 kwietnia 2016     |
| Mistrz Pharaoh 90 planuje podbić Ziemię i wydaje instrukcje swojej podwładnej, Kaolinite, zniszczenia światła, które znajduje się na planecie, a które może przynieść mu w przyszłości zagładę. W tym samym czasie, Mamoru, Rei i pewną młodą dziewczynę zaczynają nawiedzać niepokojące wizje przepowiadające nadciągającą zagładę. Jednocześnie w Tokio uczniowie prywatnej szkoły Mugen przeobrażają się w dziwne i niebezpieczne potwory. Usagi i przyjaciółki poznają sławnego kierowcę rajdowego Harukę Tenoh, podczas gdy Mamoru wpada na ulicy na Michiru Kaioh, słynną skrzypaczkę. Okazuje się, że oboje są uczniami osławionej w mieście szkoły Mugen, skupiającej w swoich szeregach śmietankę towarzyską Tokio. Kolejny uczeń tej szkoły zmienia się w potwora i wojowniczki podejmują z nim walkę. Działania Czarodziejek są obserwowane. |        | |                 |                |              |                     |
| 28 | Act.27 | Mugen 1 Yokan – kōhen (無限1 予感・後編)                                                                                | Nozomu Shishido | Yūji Kobayashi | Yū Kō        | 11 kwietnia 2016    |
| Mamoru zaprowadza Chibiusę i jej znajomych do lunaparku Mugen C, znajdującego się w pobliżu prywatnej szkoły Mugen. Kaolinite instruuje Piątkę Wiedźm co do wyeliminowania Czarodziejek. Usagi i przyjaciółki starają się zebrać informacje na temat szkoły Mugen. W drogę wchodzą im Haruka i Michiru, które nakazują zaniechać dalszych działań. Szukająca zagubionego kapelusza Chibiusa poznaje chorą dziewczynkę, uczennicę szkoły Mugen. Pojawia się kolejny potwór z którym wojowniczki podejmują walkę w trakcie której Mała Czarodziejka z Księżyca odnosi niewielkie zadrapania. Tajemnicza dziewczynka, korzystając ze swych zdolności, ulecza wojowniczkę. Na horyzoncie pojawiają się dwie nowe czarodziejki, które szybko decydują się na ucieczkę. |        | |                 |                |              |                     |
| 29 | Act.28 | Mugen 2 Hamon (無限2 波紋)                                                                                              | Shun Yashiro    | Yūji Kobayashi | Shun Yashiro | 18 kwietnia 2016    |
| Poznaną tajemniczą dziewczynką okazuje się Hotaru Tomoe, jedyna córka profesora Souichi Tomoe. Ojciec w odpowiedzi na pojawiające się u dziewczynki ataki dziwnej choroby, podarowuje jej amulet, mający pomóc w jej dolegliwościach. Usagi i przyjaciółki rozmawiają o podejrzanych osobach, które w ostatnim czasie pojawiły się na ich drodze. Usagi widzi podobieństwo Haruki i Michiru do dwóch nowych wojowniczek, które pojawiły się zeszłego wieczoru. Wizje Mamoru, Rei i nieznanej dziewczynki poszerzają się o odniesienie do trzech talizmanów mających przebudzić światło przynoszące światu zagładę. Następuje ponowne spotkanie Michiru i Mamoru oraz Usagi i Haruki. W tym samym czasie Rei udaje się w góry w ramach treningu, który zostaje przerwany przez przyjazd przyjaciółek mających zamiar świętować jej 15 urodziny. Działania jednej z Pięciu Wiedźm, Eudiel, zostają przerwane przez Czarodziejki z Marsa i Jupitera. Po dołączeniu kolejnych Wojowniczek Wiedźma zostaje zniszczona. Czarodziejka z Księżyca zauważa jedną z uciekających, nowych Wojowniczek i podejmuje się jej pościgu. |        | |                 |                |              |                     |
| 30 | Act.29 | Mugen 3 Futari NEW SOLDIERS (無限3 2人 -NEW SOLDIERS-)                                                                  | b.d.            | b.d.           | b.d.         | 25 kwietnia 2016    |
| 31 | Act.30 | Mugen 4 SAILOR URANUS Tenō Haruka SAILOR NEPTUNE Kaiō Michiru (無限４ SAILORURANUS 天王はるか SAILORNEPTUNE 海王みちる) | b.d.            | b.d.           | b.d.         | 2 maja 2016         |
| 32 | Act.31 | Mugen 5 SAILOR PLUTO Meiō Setsuna (無限５ SAILORPLUTO 冥王せつな)                                                       | b.d.            | b.d.           | b.d.         | 9 maja 2016         |
| 33 | Act.32 | Mugen 6 3 Senshi (無限６ ３戦士)                                                                                        | b.d.            | b.d.           | b.d.         | 16 maja 2016        |
| 34 | Act.33 | Mugen 7 Henshin SUPER SAILOR MOON (無限７ 変身 SUPER SAILORMOON)                                                        | b.d.            | b.d.           | b.d.         | 23 maja 2016        |
| 35 | Act.34 | Mugen 8 „Mugen meikyū” 1 (無限８「無限迷宮」1)                                                                          | b.d.            | b.d.           | b.d.         | 30 maja 2016        |
| 36 | Act.35 | Mugen 9 „Mugen meikyū” 2 (無限９「無限迷宮」２)                                                                         | b.d.            | b.d.           | b.d.         | 6 czerwca 2016      |
| 37 | Act.36 | Mugen 10 Mugendai jōkū (無限１０ 無限大―上空)                                                                           | b.d.            | b.d.           | b.d.         | 13 czerwca 2016     |

### Sailor Moon Eternal
Oficjalna strona serii czwartej, zatytułowanej Bishōjo Senshi Sailor Moon Eternal (jap. 美少女戦士セーラームーン Bishōjo senshi sērā mūn Eternal), ogłosiła, że w jej ramach powstaną dwa filmy pełnometrażowe, które obejmą wątek Martwego Księżyca. W produkcję filmów zaangażowane są Studio Deen oraz Toei Animation. Projekt ten nadzoruje autorka mangi, Naoko Takeuchi, reżyserem filmów jest Chiaki Kon, Kazuyuki Fudeyasu odpowiada za scenariusz, natomiast projekty postaci wykonała Kazuko Tadano. Za dystrybucję filmu odpowiada Toei.
30 czerwca 2019 roku Toei podczas specjalnego wydarzenia zatytułowanego Usagi Special Birthday Party 2019 ogłosiło, że pierwszy z filmów będzie miał swoją premierę w 2020 roku. 21 października 2019 roku Toei ogłosiło, że pierwszy z filmów będzie miał swoją premierę w japońskich kinach 11 września 2020 roku. W związku z pandemią koronawirusa w Japonii premiera filmu została przesunięta w czasie o cztery miesiące - wtedy studio Toei Animation wyznaczyło ją na 8 stycznia 2021 roku; jednocześnie producent ogłosił, że drugi z filmów będzie miał swoją premierę 11 lutego 2021. Oba filmy są dostępne z polskimi napisami od 3 czerwca 2021 roku w serwisie Netflix oraz od 30 czerwca 2021 roku - na płytach DVD i Blu-ray.
Pierwszy z filmów był 9. najchętniej oglądanym filmem w kinach w weekend otwarcia, a zarobił łącznie 1 130 225 dolarów w Japonii.

### Sailor Moon Cosmos
Drugi z filmów kończy się planszą z napisem To Be Continued. zapowiadając kontynuację projektu – adaptację ostatniej, piątej części mangi. W specjalnym programie wyemitowanym z okazji 30. rocznicy premiery anime Czarodziejka z Księżyca ujawniono powstanie adaptacji ostatniej, piątej części mangi, obejmującej historię Galaktyki Cieni.
Adaptacja ta ma składać się z dwóch filmów pod tytułem Gekijōban Bishōjo Senshi Sailor Moon Cosmos. Premierę zapowiedziano na kolejno 9 czerwca 2023 i 30 czerwca 2023.
Obsada głosowa powróci do swoich ról z poprzednich odcinków, reżyserem obu filmów został Tomoya Takahashi, a za produkcję filmów odpowiada Toei Animation. Kazuyuki Fudeyasu napisze scenariusz, a projekty postaci przygotowuje Kazuko Tadano, który pracował wcześniej przy poprzedniej adaptacji Czarodziejki z Księżyca. Za skomponowanie muzyki odpowiada Yasuharu Takanashi.

## Ścieżka dźwiękowa
| Seria          | Odcinki   | Tytuł                                                   | Wykonawca                        | Źródło   |
| Czołówka       | Czołówka  | Czołówka                                                | Czołówka                         | Czołówka |
| -------------- | --------- | ------------------------------------------------------- | -------------------------------- | -------- |
| 1-2            | 1-26      | „MOON PRIDE”                                            | Momoiro Clover Z                 |          |
| 3              | 27-30     | „New Moon ni koishite” (jap. ニュームーンに恋して)      | Etsuko Yakushimaru               | [ 6 ]    |
| 3              | 31-34     | „New Moon ni koishite” (jap. ニュームーンに恋して)      | Mitsuko Horie                    | [ 36 ]   |
| 3              | 35-39     | „New Moon ni koishite” (jap. ニュームーンに恋して)      | Momoiro Clover Z                 | [ 36 ]   |
| 4              | Oba filmy | „Tsukiiro Chainon” (jap. 月色Chainon)                   | Momoiro Clover Z & główna obsada | [ 13 ]   |
| 5              | Oba filmy | „Tsuki no hana” (jap. 月の花)                           | Daoko                            | [ 37 ]   |
| Napisy końcowe |           |                                                         |                                  |          |
| 1-2            | 1-26      | „Gekkō” (jap. 月虹)                                     | Momoiro Clover Z                 |          |
| 3              | 27-30, 39 | „eternal eternity”                                      | Junko Minagawa & Sayaka Ōhara    | [ 6 ]    |
| 3              | 31-34     | „Otome no susume” (jap. 乙女のススメ)                   | Misato Fukuen                    | [ 36 ]   |
| 3              | 35-38     | „Eien ga futari o kakeru” (jap. 永遠だけが二人を架ける) | Kenji Nojima                     | [ 36 ]   |

Utwory „New Moon ni koishite” (wersja Etsuko Yakushimaru) oraz „eternal eternity” zostały wydane razem 27 kwietnia 2016 roku także w formie singla CD. Utwory „New Moon ni koishite” (wersja Mitsuko Horie) oraz „Otome no susume” zostały wydane razem 25 maja 2016 roku w formie singla CD. Utwory „New Moon ni koishite” (wersja Momoiro Clover Z) oraz „Eien ga futari o kakeru” zostały wydane razem 22 czerwca 2016 roku w formie singla CD.